# Liste der Michigan State Historic Sites im Clare County

Lage des Clare Countys in Michigan

Diese Liste der Michigan State Historic Sites im Clare County nennt alle als Michigan State Historic Site eingestuften historischen Stätten im Clare County im US-Bundesstaat Michigan. Die mit † markierten Stätten sind gleichzeitig im National Register of Historic Places eingetragen.
| Name                                                  | Bild | Lage                                                             | Ort             | Eintrag seit  |
| ----------------------------------------------------- | ---- | ---------------------------------------------------------------- | --------------- | ------------- |
| Clare Congregational Church†                          |      | 110 Fifth Street                                                 | Clare           | 17. März 1994 |
| Harrison, Clare County Seat Informational Designation |      | Lake Street und Budd Lake                                        | Harrison        | 21. Dez. 1978 |
| George and Martha Hitchcock House†                    |      | 205 East Michigan Street                                         | Farwell         | 29. Juli 1980 |
| Irish Counties                                        |      | Rastplatz direkt nördlich von Clare                              | bei Clare       | 19. Juli 1962 |
| Ladies’ Library Association of Farwell                |      | südwestliche Ecke der Kreuzung von Main (US-10) und Hayes Street | Farwell         | 3. Aug. 1979  |
| Lincoln Township Hall                                 |      | Lake George Avenue an der Windover Road                          | Lake George     | 7. Nov. 1977  |
| Logging Railroads Commemorative Designation           |      | Highway Park, alte US-27, 12 km nördlich von Clare               | Hatton Township | 18. Feb. 1956 |
| William Henry Wilson House                            |      | 390 Main Street                                                  | Harrison        | 18. Apr. 1983 |

## Belege
1. ↑  National Register Information System. In: National Register of Historic Places. National Park Service, abgerufen am 13. März 2009 (englisch).